# II Publiczne Liceum Ogólnokształcące z Oddziałami Dwujęzycznymi im. Marii Konopnickiej w Opolu
Publiczne Liceum Ogólnokształcące nr II z Oddziałami Dwujęzycznymi im. Marii Konopnickiej w Opolu – publiczne liceum ogólnokształcące w Opolu.

## Absolwenci
- Michał Bajor – piosenkarz[1]
- Krzysztof Feusette – felietonista, publicysta, dziennikarz i autor tekstów piosenek
- dr hab. Tomasz Halski – fizjoterapeuta, nauczyciel akademicki, rektor Państwowej Medycznej Wyższej Szkoły Zawodowej[2]
- prof. dr hab. Krystian Heffner – pracownik naukowy Politechniki Opolskiej i IRWiR PAN
- Krystian Kobyłka – dyrektor Teatru Lalki i Aktora w Opolu
- Marcin Kurek, iberysta, tłumacz i poeta
- dr Dariusz Ratajczak – historyk, publicysta[3]
- Tomasz Różycki – poeta[4]
- Grzegorz Schetyna – polityk[5]
- ks. prof. Joachim Waloszek – rektor Wyższego Seminarium Duchownego w Opolu[6]
- ks. dr hab. Marek Lis – duchowny katolicki, doktor nauk komunikacji społecznej[7]
- Barbara Kurdej-Szatan – aktorka
- Ewa Wencel – aktorka[8]
- Jan Polikarp Nowak – franciszkanin, doktor teologii, patrolog, urzędnik Sekretariatu Stanu Stolicy Apostolskiej
- Kamila Świerc – Miss Polski 2017[9]